# Pilica (Bajina Bašta)
Pour les articles homonymes, voir Pilica (homonymie).
Pilica (en serbe cyrillique : Пилица) est un village de Serbie situé dans la municipalité de Bajina Bašta, district de Zlatibor. Au recensement de 2011, il comptait 534 habitants.

## Démographie

### Évolution historique de la population
| 1948  | 1953  | 1961 | 1971 | 1981 | 1991 | 2002 | 2011 |
| ----- | ----- | ---- | ---- | ---- | ---- | ---- | ---- |
| 1 099 | 1 115 | 929  | 811  | 741  | 742  | 653  | 534  |

|  |